# Miguel Donoso Pareja
Miguel Donoso Pareja (Guayaquil, 13 juillet 1931 - 16 mars 2015) est un écrivain équatorien. Reconnu comme l'un des principaux écrivains du pays son œuvre comprend aussi bien des essais que des poèmes ou des romans. Contraint à l'exil au Mexique par le régime militaire au pouvoir en Équateur en 1963, il reste dans ce pays jusqu'en 1981. Lauréat en 2007 du Prix Eugenio Espejo, il meurt en 2015 de la maladie de Parkinson. 